# Droga wojewódzka nr 746
Droga wojewódzka nr 746 (DW746) – droga wojewódzka w województwach: łódzkim i świętokrzyskim o długości 18 km, łącząca DK74 w Żarnowie z DW728 w Końskich. Droga przebiega przez 2 powiaty: opoczyński i konecki.

## Miejscowości leżące przy trasie DW746
- Żarnów
- Bronów
- Soczówki
- Grabków
- Kopaniny
- Pomorzany
- Modliszewice
- Końskie